# Brachionopus pretoriae
Brachionopus pretoriae är en spindelart som beskrevs av William Frederick Purcell 1904. Brachionopus pretoriae ingår i släktet Brachionopus och familjen fågelspindlar. Inga underarter finns listade.